# 巴邛曲珠
巴邛曲珠（？—？）藏族，籍贯不详，第一世谢瓦拉活佛。

## 生平
巴邛曲珠是第一世谢瓦拉活佛。谢瓦拉活佛后来是强巴林寺第二大活佛系统（强巴林寺有三大活佛系统，第一大活佛系统是帕巴拉活佛，第二大活佛系统是谢瓦拉活佛，第三大活佛系统是甲热活佛）。第一世帕巴拉活佛德青多吉是巴邛曲珠、桑吉贝角（第一世甲热活佛）的老师。